# 潘輝溫
潘輝溫（越南语：／；1755年—1786年），初名潘輝注，字仲洋，號雅道，後改今名，改字和甫，號止庵，越南後黎朝官員、儒學學者。

## 生平
潘輝溫是乂安鎮德光府天祿縣收穫社（今屬河靜省祿河縣石洲社）人，景興十六年（1755年）出生，進士潘漌之子、潘輝益之弟。鄉試考中解元。景興四十年（1779年），考中進士。黎末歷任山西督同、翰林侍制、添差知工番，封美川伯。
景興四十七年（1786年），潘輝溫去世，追贈翰林侍講，追封美川侯。

## 著作
潘輝溫著有《乂靜雜記》、《山西登科考》、《山南歷朝登科考》、《天南歷朝列縣登科備考》、《科榜標奇》、《止庵詩集》等。